# Alzoniella edmundi
Alzoniella edmundi е вид коремоного от семейство Hydrobiidae. Видът е застрашен от изчезване.

## Разпространение
Разпространен е в Испания (Балеарски острови).

## Описание
Популацията на вида е намаляваща.